# Мукімі
Мухамма́д Амін-ходжа́ Мукімі́; (узб. Muhammad Aminxoʻja Mirzaxoʻja oʻgʻli Muqimiy; 1 травня 1851, Коканд — 25 травня 1903, там же) — узбецький поет-демократ.

## З біографії та творчості
Мукімі народився у сім'ї пекаря в Коканді. Там же навчався у медресе. І в Коканді ж разом з Фуркатом очолював літературний гурток поетів, які збагатили узбезьку лірику новим соціальним змістом — співчуттям до простих трудівників.
Мукімі високо цінував передову російську культуру. У сатиричних віршах поета відбилося демократичний світогляд митця. Він викривав хабарництво чиновників («Землеміри», «Горе нашому краю» та ін), торговців і заводчиків («Сатира на Віктор-бая», «Вексель», «Бенкет» тощо), представників духовенства («Святий», «Син гріха» та ін), створив галерею сатиричних типажів, імена яких стали загальновживаними. Чимало з газелей Мукімі стали народними піснями — «Дялеко я», «Рання весна», «Не тільки я» та інші.
Мукімі поклав початок новому жанру узбецької літератури — дорожних нотатків-нарисів («Подорожні нариси»).
Помер поет у 52-річному віці в бідності.
Поезія Мукімі справила вплив на розвиток узбецької літератури на її шляху до реалізму.
Українські переклади поезії Мукімі — у книзі Сатира та лірика (К., 1954).